# Symplocodes ridleyi
Symplocodes ridleyi är en kackerlacksart som först beskrevs av Robert Walter Campbell Shelford 1913.  Symplocodes ridleyi ingår i släktet Symplocodes och familjen småkackerlackor. Inga underarter finns listade i Catalogue of Life.